# 2006–2007-es UEFA-bajnokok ligája (csoportkör)
A 2006–2007-es UEFA-bajnokok ligája csoportkörének mérkőzéseit 2006. szeptember 12. és december 6. között játszották le.
A csoportkörben 32 csapat vett részt, a sorsoláskor nyolc darab négycsapatos csoportot képeztek. A csoportokban a csapatok körmérkőzéses, oda-visszavágós rendszerben mérkőztek meg egymással. A csoportok első  két helyezettje az egyenes kieséses szakaszba jutott. A harmadik helyezettek az UEFA-kupa egyenes kieséses szakaszába kerültek. A negyedik helyezettek kiestek.

## Sorsolás
A sorsolás előtt a csapatokat négy kalapba sorolták az UEFA-együtthatójuk sorrendjében. A címvédő FC Barcelona automatikusan az 1. kalapba került, az első sorszámú kiemeltként. Minden kalapból minden csoportba egy-egy csapatot sorsoltak. Egy csoportba nem kerülhetett két azonos nemzetiségű csapat.
| Csapat                 | Együttható | Kalap |
| ---------------------- | ---------- | ----- |
| FC Barcelona (címvédő) | 127,006    | 1     |
| AC Milan               | 129,020    | 1     |
| Real Madrid            | 120,006    | 1     |
| Internazionale         | 112,020    | 1     |
| Liverpool FC           | 105,950    | 1     |
| Arsenal                | 101,950    | 1     |
| Manchester United      | 100,950    | 1     |
| Valencia CF            | 95,006     | 1     |
| Olympique Lyonnais     | 89,757     | 2     |
| FC Porto               | 87,533     | 2     |
| PSV Eindhoven          | 81,640     | 2     |
| Bayern München         | 80,960     | 2     |
| Chelsea                | 79,950     | 2     |
| AS Roma                | 76,020     | 2     |
| Celtic                 | 60,023     | 2     |
| Lille OSC              | 54,757     | 2     |

| Csapat                | Együttható | Kalap |
| --------------------- | ---------- | ----- |
| Sporting CP           | 54,533     | 3     |
| Benfica               | 51,533     | 3     |
| Girondins de Bordeaux | 47,757     | 3     |
| Steaua București      | 46,381     | 3     |
| Werder Bremen         | 43,960     | 3     |
| Olimbiakósz           | 43,587     | 3     |
| CSZKA Moszkva         | 42,504     | 3     |
| AÉK                   | 39,587     | 3     |
| Anderlecht            | 38,981     | 4     |
| Dinamo Kijiv          | 36,777     | 4     |
| Levszki Szofija       | 35,016     | 4     |
| Sahtar Doneck         | 33,777     | 4     |
| Galatasaray SK        | 33,634     | 4     |
| Hamburg               | 30,960     | 4     |
| Szpartak Moszkva      | 21,504     | 4     |
| FC København          | 16,593     | 4     |

## Csoportok

### Sorrend meghatározása
Ha két vagy több csapat a csoportmérkőzések után azonos pontszámmal állt, az alábbiak alapján kellett meghatározni a sorrendet:
1. az azonosan álló csapatok mérkőzésein szerzett több pont
2. az azonosan álló csapatok mérkőzésein elért jobb gólkülönbség
3. az azonosan álló csapatok mérkőzésein idegenben szerzett több gól
4. az összes mérkőzésen elért jobb gólkülönbség
5. az összes mérkőzésen szerzett több gól
6. az azonosan álló csapatok és nemzeti szövetségük jobb UEFA-együtthatója az előző öt évben

Az időpontok közép-európai idő/közép-európai nyári idő szerint értendők.

### A csoport
| Hely. | Csapat          | M | Gy | D | V | G+ | G– | Gk  | P  | Továbbjutás                                |  | CHE | BAR | BRM | LSO |
| ----- | --------------- | - | -- | - | - | -- | -- | --- | -- | ------------------------------------------ |  | --- | --- | --- | --- |
| 1.    | Chelsea         | 6 | 4  | 1 | 1 | 10 | 4  | +6  | 13 | Továbbjutott az egyenes kieséses szakaszba |  | —   | 1–0 | 2–0 | 2–0 |
| 2.    | FC Barcelona    | 6 | 3  | 2 | 1 | 12 | 4  | +8  | 11 | Továbbjutott az egyenes kieséses szakaszba |  | 2–2 | —   | 2–0 | 5–0 |
| 3.    | Werder Bremen   | 6 | 3  | 1 | 2 | 7  | 5  | +2  | 10 | Átkerült az UEFA-kupába                    |  | 1–0 | 1–1 | —   | 2–0 |
| 4.    | Levszki Szofija | 6 | 0  | 0 | 6 | 1  | 17 | −16 | 0  |                                            |  | 1–3 | 0–2 | 0–3 | —   |

| 2006. szeptember 12. 20:45 |

| Chelsea                           | 2–0               | Werder Bremen |
| --------------------------------- | ----------------- | ------------- |
| Essien 24' Ballack 68' (11-esből) | (1–0) Jegyzőkönyv |               |

| Stamford Bridge, London Nézőszám: 32 135 Játékvezető: Kyros Vassaras (görög) |

| 2006. szeptember 12. 20:45 |

| FC Barcelona                                              | 5–0               | Levszki Szofija |
| --------------------------------------------------------- | ----------------- | --------------- |
| Iniesta 7' Giuly 39' Puyol 49' Eto'o 58' Ronaldinho 90+3' | (2–0) Jegyzőkönyv |                 |

| Camp Nou, Barcelona Nézőszám: 91 000 Játékvezető: Konrad Plautz (osztrák) |

| 2006. szeptember 27. 20:45 |

| Levszki Szofija | 1–3               | Chelsea            |
| --------------- | ----------------- | ------------------ |
| Ognyanov 89'    | (0–1) Jegyzőkönyv | Drogba 39' 52' 68' |

| Vasil Levski National Stadium, Sofia Nézőszám: 27 950 Játékvezető: Laurent Duhamel (francia) |

| 2006. szeptember 27. 20:45 |

| Werder Bremen     | 1–1               | FC Barcelona |
| ----------------- | ----------------- | ------------ |
| Puyol 56' (öngól) | (0–0) Jegyzőkönyv | Messi 89'    |

| Weserstadion, Bremen Nézőszám: 41 256 Játékvezető: Roberto Rosetti (olasz) |

| 2006. október 18. 20:45 |

| Werder Bremen         | 2–0               | Levszki Szofija |
| --------------------- | ----------------- | --------------- |
| Naldo 45+1' Diego 73' | (1–0) Jegyzőkönyv |                 |

| Weserstadion, Bremen Nézőszám: 41 000 Játékvezető: Paul Allaerts (belga) |

| 2006. október 18. 20:45 |

| Chelsea    | 1–0               | FC Barcelona |
| ---------- | ----------------- | ------------ |
| Drogba 47' | (0–0) Jegyzőkönyv |              |

| Stamford Bridge, London Nézőszám: 40 599 Játékvezető: Frank De Bleeckere (belga) |

| 2006. október 31. 20:45 |

| Levszki Szofija | 0–3               | Werder Bremen                                |
| --------------- | ----------------- | -------------------------------------------- |
|                 | (0–3) Jegyzőkönyv | Mikhailov 33' (öngól) Baumann 35' Frings 37' |

| Vasil Levski National Stadium, Sofia Nézőszám: 40 000 Játékvezető: Matteo Trefoloni (olasz) |

| 2006. október 31. 20:45 |

| FC Barcelona           | 2–2               | Chelsea                  |
| ---------------------- | ----------------- | ------------------------ |
| Deco 3' Guðjohnsen 58' | (1–0) Jegyzőkönyv | Lampard 52' Drogba 90+3' |

| Camp Nou, Barcelona Nézőszám: 98 000 Játékvezető: Stefano Farina (olasz) |

| 2006. november 22. 20:45 |

| Werder Bremen   | 1–0               | Chelsea |
| --------------- | ----------------- | ------- |
| Mertesacker 27' | (1–0) Jegyzőkönyv |         |

| Weserstadion, Bremen Nézőszám: 40 000 Játékvezető: Ľuboš Micheľ (szlovák) |

| 2006. november 22. 20:45 |

| Levszki Szofija | 0–2               | FC Barcelona         |
| --------------- | ----------------- | -------------------- |
|                 | (0–1) Jegyzőkönyv | Giuly 5' Iniesta 65' |

| Vasil Levski National Stadium, Sofia Nézőszám: 38 000 Játékvezető: Yuri Baskakov (orosz) |

| 2006. december 5. 20:45 |

| Chelsea                            | 2–0               | Levszki Szofija |
| ---------------------------------- | ----------------- | --------------- |
| Shevchenko 27' Wright-Phillips 83' | (1–0) Jegyzőkönyv |                 |

| Stamford Bridge, London Nézőszám: 33 358 Játékvezető: Alain Hamer (luxemburgi) |

| 2006. december 5. 20:45 |

| FC Barcelona                  | 2–0               | Werder Bremen |
| ----------------------------- | ----------------- | ------------- |
| Ronaldinho 13' Guðjohnsen 18' | (2–0) Jegyzőkönyv |               |

| Camp Nou, Barcelona Nézőszám: 95 500 Játékvezető: Massimo Busacca (svájci) |

### B csoport
| Hely. | Csapat           | M | Gy | D | V | G+ | G– | Gk | P  | Továbbjutás                                |  | BAY | INT | SPM | SPO |
| ----- | ---------------- | - | -- | - | - | -- | -- | -- | -- | ------------------------------------------ |  | --- | --- | --- | --- |
| 1.    | Bayern München   | 6 | 3  | 3 | 0 | 10 | 3  | +7 | 12 | Továbbjutott az egyenes kieséses szakaszba |  | —   | 1–1 | 4–0 | 0–0 |
| 2.    | Internazionale   | 6 | 3  | 1 | 2 | 5  | 5  | 0  | 10 | Továbbjutott az egyenes kieséses szakaszba |  | 0–2 | —   | 2–1 | 1–0 |
| 3.    | Szpartak Moszkva | 6 | 1  | 2 | 3 | 7  | 11 | −4 | 5  | Átkerült az UEFA-kupába                    |  | 2–2 | 0–1 | —   | 1–1 |
| 4.    | Sporting CP      | 6 | 1  | 2 | 3 | 3  | 6  | −3 | 5  |                                            |  | 0–1 | 1–0 | 1–3 | —   |

| 2006. szeptember 12. 20:45 |

| Sporting CP | 1–0               | Internazionale |
| ----------- | ----------------- | -------------- |
| Caneira 64' | (0–0) Jegyzőkönyv |                |

| Estádio José Alvalade, Lisszabon Nézőszám: 30 222 Játékvezető: Alain Hamer (luxemburgi) |

| 2006. szeptember 12. 20:45 |

| Bayern München                                                 | 4–0               | Szpartak Moszkva |
| -------------------------------------------------------------- | ----------------- | ---------------- |
| Pizarro 48' Santa Cruz 52' Schweinsteiger 71' Salihamidžić 84' | (0–0) Jegyzőkönyv |                  |

| Allianz Arena, München Nézőszám: 63 000 Játékvezető: Alberto Undiano Mallenco (spanyol) |

| 2006. szeptember 27. 18:30 |

| Szpartak Moszkva | 1–1               | Sporting CP |
| ---------------- | ----------------- | ----------- |
| Boyarintsev 5'   | (1–0) Jegyzőkönyv | Nani 59'    |

| Luzsnyiki Stadion, Moszkva Nézőszám: 38 000 Játékvezető: Martin Hansson (svéd) |

| 2006. szeptember 27. 20:45 |

| Internazionale | 0–2               | Bayern München             |
| -------------- | ----------------- | -------------------------- |
|                | (0–0) Jegyzőkönyv | Pizarro 81' Podolski 90+1' |

| San Siro, Milánó Nézőszám: 79 000 Játékvezető: Steve Bennett (angol) |

| 2006. október 18. 20:45 |

| Internazionale | 2–1               | Szpartak Moszkva |
| -------------- | ----------------- | ---------------- |
| Cruz 1' 9'     | (2–0) Jegyzőkönyv | Pavlyuchenko 54' |

| San Siro, Milánó Nézőszám: 40 000 Játékvezető: Bertrand Layec (francia) |

| 2006. október 18. 20:45 |

| Sporting CP | 0–1               | Bayern München     |
| ----------- | ----------------- | ------------------ |
|             | (0–1) Jegyzőkönyv | Schweinsteiger 19' |

| Estádio José Alvalade, Lisszabon Nézőszám: 48 000 Játékvezető: Terje Hauge (norvég) |

| 2006. október 31. 18:30 |

| Szpartak Moszkva | 0–1               | Internazionale |
| ---------------- | ----------------- | -------------- |
|                  | (0–1) Jegyzőkönyv | Cruz 2'        |

| Luzsnyiki Stadion, Moszkva Nézőszám: 60 001 Játékvezető: Claus Bo Larsen (dán) |

| 2006. október 31. 20:45 |

| Bayern München | 0–0         | Sporting CP |
| -------------- | ----------- | ----------- |
|                | Jegyzőkönyv |             |

| Allianz Arena, München Nézőszám: 65 000 Játékvezető: Massimo Busacca (svájci) |

| 2006. november 22. 18:30 |

| Szpartak Moszkva           | 2–2               | Bayern München  |
| -------------------------- | ----------------- | --------------- |
| Kalynychenko 16' Kováč 72' | (1–2) Jegyzőkönyv | Pizarro 22' 39' |

| Luzsnyiki Stadion, Moszkva Nézőszám: 40 000 Játékvezető: Grzegorz Gilewski (lengyel) |

| 2006. november 22. 20:45 |

| Internazionale | 1–0               | Sporting CP |
| -------------- | ----------------- | ----------- |
| Crespo 36'     | (1–0) Jegyzőkönyv |             |

| San Siro, Milánó Nézőszám: 69 000 Játékvezető: Frank De Bleeckere (belga) |

| 2006. december 5. 20:45 |

| Sporting CP | 1–3               | Szpartak Moszkva                                 |
| ----------- | ----------------- | ------------------------------------------------ |
| Bueno 31'   | (1–2) Jegyzőkönyv | Pavlyuchenko 7' Kalynychenko 16' Boyarintsev 89' |

| Estádio José Alvalade, Lisszabon Nézőszám: 30 000 Játékvezető: Nicolai Vollquartz (dán) |

| 2006. december 5. 20:45 |

| Bayern München | 1–1               | Internazionale |
| -------------- | ----------------- | -------------- |
| Makaay 62'     | (0–0) Jegyzőkönyv | Vieira 90+1'   |

| Allianz Arena, München Nézőszám: 66 000 Játékvezető: Luis Medina Cantalejo (spanyol) |

### C csoport
| Hely. | Csapat                | M | Gy | D | V | G+ | G– | Gk | P  | Továbbjutás                                |  | LIV | PSV | BOR | GAL |
| ----- | --------------------- | - | -- | - | - | -- | -- | -- | -- | ------------------------------------------ |  | --- | --- | --- | --- |
| 1.    | Liverpool FC          | 6 | 4  | 1 | 1 | 11 | 5  | +6 | 13 | Továbbjutott az egyenes kieséses szakaszba |  | —   | 2–0 | 3–0 | 3–2 |
| 2.    | PSV Eindhoven         | 6 | 3  | 1 | 2 | 6  | 6  | 0  | 10 | Továbbjutott az egyenes kieséses szakaszba |  | 0–0 | —   | 1–3 | 2–0 |
| 3.    | Girondins de Bordeaux | 6 | 2  | 1 | 3 | 6  | 7  | −1 | 7  | Átkerült az UEFA-kupába                    |  | 0–1 | 0–1 | —   | 3–1 |
| 4.    | Galatasaray SK        | 6 | 1  | 1 | 4 | 7  | 12 | −5 | 4  |                                            |  | 3–2 | 1–2 | 0–0 | —   |

| 2006. szeptember 12. 20:45 |

| Galatasaray SK | 0–0         | Girondins de Bordeaux |
| -------------- | ----------- | --------------------- |
|                | Jegyzőkönyv |                       |

| Atatürk Olimpiai Stadion, Isztambul Nézőszám: 71 230 Játékvezető: Roberto Rosetti (olasz) |

| 2006. szeptember 12. 20:45 |

| PSV Eindhoven | 0–0         | Liverpool FC |
| ------------- | ----------- | ------------ |
|               | Jegyzőkönyv |              |

| Philips Stadion, Eindhoven Játékvezető: Massimo Busacca (svájci) |

| 2006. szeptember 27. 20:45 |

| Liverpool FC                  | 3–2               | Galatasaray SK |
| ----------------------------- | ----------------- | -------------- |
| Crouch 9' 52' Luis García 14' | (2–0) Jegyzőkönyv | Ümit 59' 65'   |

| Anfield, Liverpool Játékvezető: Luis Medina Cantalejo (spanyol) |

| 2006. szeptember 27. 20:45 |

| Girondins de Bordeaux | 0–1               | PSV Eindhoven |
| --------------------- | ----------------- | ------------- |
|                       | (0–0) Jegyzőkönyv | Väyrynen 65'  |

| Stade Chaban-Delmas, Bordeaux Játékvezető: Olegário Benquerença (portugál) |

| 2006. október 18. 20:45 |

| Girondins de Bordeaux | 0–1               | Liverpool FC |
| --------------------- | ----------------- | ------------ |
|                       | (0–0) Jegyzőkönyv | Crouch 58'   |

| Stade Chaban-Delmas, Bordeaux Játékvezető: Tom Henning Øvrebø (norvég) |

| 2006. október 18. 20:45 |

| Galatasaray SK | 1–2               | PSV Eindhoven         |
| -------------- | ----------------- | --------------------- |
| Ilić 19'       | (1–0) Jegyzőkönyv | Kromkamp 59' Koné 72' |

| Atatürk Olimpiai Stadion, Isztambul Nézőszám: 51 714 Játékvezető: Yuri Baskakov (orosz) |

| 2006. október 31. 20:45 |

| Liverpool FC                    | 3–0               | Girondins de Bordeaux |
| ------------------------------- | ----------------- | --------------------- |
| Luis García 23' 76' Gerrard 71' | (1–0) Jegyzőkönyv |                       |

| Anfield, Liverpool Játékvezető: Markus Merk (német) |

| 2006. október 31. 20:45 |

| PSV Eindhoven       | 2–0               | Galatasaray SK |
| ------------------- | ----------------- | -------------- |
| Simons 59' Koné 84' | (0–0) Jegyzőkönyv |                |

| Philips Stadion, Eindhoven Játékvezető: Martin Hansson (svéd) |

| 2006. november 22. 20:45 |

| Girondins de Bordeaux                | 3–1               | Galatasaray SK |
| ------------------------------------ | ----------------- | -------------- |
| Alonso 22' Laslandes 47' Faubert 50' | (1–0) Jegyzőkönyv | Inamoto 73'    |

| Stade Chaban-Delmas, Bordeaux Játékvezető: Vladimír Hriňák (szlovák) |

| 2006. november 22. 20:45 |

| Liverpool FC           | 2–0               | PSV Eindhoven |
| ---------------------- | ----------------- | ------------- |
| Gerrard 65' Crouch 89' | (0–0) Jegyzőkönyv |               |

| Anfield, Liverpool Játékvezető: Domenico Messina (olasz) |

| 2006. december 5. 20:45 |

| Galatasaray SK               | 3–2               | Liverpool FC   |
| ---------------------------- | ----------------- | -------------- |
| Necati 24' Okan 28' Ilić 79' | (2–1) Jegyzőkönyv | Fowler 22' 90' |

| Atatürk Olimpiai Stadion, Isztambul Nézőszám: 21 481 Játékvezető: Olegário Benquerença (portugál) |

| 2006. december 5. 20:45 |

| PSV Eindhoven | 1–3               | Girondins de Bordeaux                 |
| ------------- | ----------------- | ------------------------------------- |
| Alex 87'      | (0–3) Jegyzőkönyv | Faubert 7' Dalmat 25' Darcheville 37' |

| Philips Stadion, Eindhoven Játékvezető: Manuel Mejuto González (spanyol) |

### D csoport
| Hely. | Csapat        | M | Gy | D | V | G+ | G– | Gk | P  | Továbbjutás                                |  | VAL | ROM | SHK | OLY |
| ----- | ------------- | - | -- | - | - | -- | -- | -- | -- | ------------------------------------------ |  | --- | --- | --- | --- |
| 1.    | Valencia CF   | 6 | 4  | 1 | 1 | 12 | 6  | +6 | 13 | Továbbjutott az egyenes kieséses szakaszba |  | —   | 2–1 | 2–0 | 2–0 |
| 2.    | AS Roma       | 6 | 3  | 1 | 2 | 8  | 4  | +4 | 10 | Továbbjutott az egyenes kieséses szakaszba |  | 1–0 | —   | 4–0 | 1–1 |
| 3.    | Sahtar Doneck | 6 | 1  | 3 | 2 | 6  | 11 | −5 | 6  | Átkerült az UEFA-kupába                    |  | 2–2 | 1–0 | —   | 2–2 |
| 4.    | Olimbiakósz   | 6 | 0  | 3 | 3 | 6  | 11 | −5 | 3  |                                            |  | 2–4 | 0–1 | 1–1 | —   |

| 2006. szeptember 12. 20:45 |

| Olimbiakósz                   | 2–4               | Valencia CF                      |
| ----------------------------- | ----------------- | -------------------------------- |
| Konstantinou 24' Castillo 66' | (1–2) Jegyzőkönyv | Morientes 34' 39' 90' Albiol 85' |

| Karaiskakis Stadium, Piraeus Játékvezető: Terje Hauge (norvég) |

| 2006. szeptember 12. 20:45 |

| AS Roma                                       | 4–0               | Sahtar Doneck |
| --------------------------------------------- | ----------------- | ------------- |
| Taddei 67' Totti 76' De Rossi 79' Pizarro 89' | (0–0) Jegyzőkönyv |               |

| Olimpiai Stadion, Róma Játékvezető: Bertrand Layec (francia) |

| 2006. szeptember 27. 20:45 |

| Sahtar Doneck            | 2–2               | Olimbiakósz                   |
| ------------------------ | ----------------- | ----------------------------- |
| Matuzalém 34' Marica 70' | (1–1) Jegyzőkönyv | Konstantinou 24' Castillo 68' |

| RSC Olimpiyskiy, Donetsk Játékvezető: Eric Braamhaar (holland) |

| 2006. szeptember 27. 20:45 |

| Valencia CF          | 2–1               | AS Roma              |
| -------------------- | ----------------- | -------------------- |
| Angulo 13' Villa 29' | (2–1) Jegyzőkönyv | Totti 18' (11-esből) |

| Estadio Mestalla, Valencia Nézőszám: 41 000 Játékvezető: Herbert Fandel (német) |

| 2006. október 18. 20:45 |

| Valencia CF   | 2–0               | Sahtar Doneck |
| ------------- | ----------------- | ------------- |
| Villa 31' 45' | (2–0) Jegyzőkönyv |               |

| Estadio Mestalla, Valencia Játékvezető: Mike Riley (angol) |

| 2006. október 18. 20:45 |

| Olimbiakósz | 0–1               | AS Roma      |
| ----------- | ----------------- | ------------ |
|             | (0–0) Jegyzőkönyv | Perrotta 76' |

| Karaiskakis Stadium, Piraeus Játékvezető: Graham Poll (angol) |

| 2006. október 31. 20:45 |

| Sahtar Doneck             | 2–2               | Valencia CF             |
| ------------------------- | ----------------- | ----------------------- |
| Jádson 3' Fernandinho 28' | (2–1) Jegyzőkönyv | Morientes 18' Ayala 68' |

| RSC Olimpiyskiy, Donetsk Játékvezető: Peter Frøjdfeldt (svéd) |

| 2006. október 31. 20:45 |

| AS Roma   | 1–1               | Olimbiakósz     |
| --------- | ----------------- | --------------- |
| Totti 66' | (0–1) Jegyzőkönyv | Júlio César 19' |

| Olimpiai Stadion, Róma Játékvezető: Olegário Benquerença (portugál) |

| 2006. november 22. 20:45 |

| Valencia CF              | 2–0               | Olimbiakósz |
| ------------------------ | ----------------- | ----------- |
| Angulo 45' Morientes 46' | (1–0) Jegyzőkönyv |             |

| Estadio Mestalla, Valencia Játékvezető: Laurent Duhamel (francia) |

| 2006. november 22. 20:45 |

| Sahtar Doneck | 1–0               | AS Roma |
| ------------- | ----------------- | ------- |
| Marica 61'    | (0–0) Jegyzőkönyv |         |

| RSC Olimpiyskiy, Donetsk Játékvezető: Wolfgang Stark (német) |

| 2006. december 5. 20:45 |

| Olimbiakósz  | 1–1               | Sahtar Doneck |
| ------------ | ----------------- | ------------- |
| Castillo 54' | (0–1) Jegyzőkönyv | Matuzalém 27' |

| Karaiskakis Stadium, Piraeus Játékvezető: Steve Bennett (angol) |

| 2006. december 5. 20:45 |

| AS Roma     | 1–0               | Valencia CF |
| ----------- | ----------------- | ----------- |
| Panucci 13' | (1–0) Jegyzőkönyv |             |

| Olimpiai Stadion, Róma Nézőszám: 42 000 Játékvezető: Konrad Plautz (osztrák) |

### E csoport
| Hely. | Csapat             | M | Gy | D | V | G+ | G– | Gk  | P  | Továbbjutás                                |  | LYO | RMA | STE | DKV |
| ----- | ------------------ | - | -- | - | - | -- | -- | --- | -- | ------------------------------------------ |  | --- | --- | --- | --- |
| 1.    | Olympique Lyonnais | 6 | 4  | 2 | 0 | 12 | 3  | +9  | 14 | Továbbjutott az egyenes kieséses szakaszba |  | —   | 2–0 | 1–1 | 1–0 |
| 2.    | Real Madrid        | 6 | 3  | 2 | 1 | 14 | 8  | +6  | 11 | Továbbjutott az egyenes kieséses szakaszba |  | 2–2 | —   | 1–0 | 5–1 |
| 3.    | Steaua București   | 6 | 1  | 2 | 3 | 7  | 11 | −4  | 5  | Átkerült az UEFA-kupába                    |  | 0–3 | 1–4 | —   | 1–1 |
| 4.    | Dinamo Kijiv       | 6 | 0  | 2 | 4 | 5  | 16 | −11 | 2  |                                            |  | 0–3 | 2–2 | 1–4 | —   |

| 2006. szeptember 13. 20:45 |

| Dinamo Kijiv | 1–4               | Steaua București                  |
| ------------ | ----------------- | --------------------------------- |
| Rebrov 16'   | (1–3) Jegyzőkönyv | Ghionea 3' Badea 24' Dică 43' 79' |

| NSC Olimpiyskiy, Kijev Játékvezető: Paul Allaerts (belga) |

| 2006. szeptember 13. 20:45 |

| Olympique Lyonnais | 2–0               | Real Madrid |
| ------------------ | ----------------- | ----------- |
| Fred 11' Tiago 31' | (2–0) Jegyzőkönyv |             |

| Stade de Gerland, Lyon Játékvezető: Wolfgang Stark (német) |

| 2006. szeptember 26. 20:45 |

| Real Madrid                                                | 5–1               | Dinamo Kijiv |
| ---------------------------------------------------------- | ----------------- | ------------ |
| van Nistelrooy 20' 70' (11-esből) Raúl 27' 61' Reyes 45+1' | (3–0) Jegyzőkönyv | Milevsky 47' |

| Santiago Bernabéu Stadium, Madrid Nézőszám: 79 497 Játékvezető: Graham Poll (angol) |

| 2006. szeptember 26. 20:45 |

| Steaua București | 0–3               | Olympique Lyonnais             |
| ---------------- | ----------------- | ------------------------------ |
|                  | (0–1) Jegyzőkönyv | Fred 43' Tiago 55' Benzema 89' |

| Steaua Stadion, Bukarest Játékvezető: Howard Webb (angol) |

| 2006. október 17. 20:45 |

| Steaua București | 1–4               | Real Madrid                                      |
| ---------------- | ----------------- | ------------------------------------------------ |
| Badea 64'        | (0–2) Jegyzőkönyv | Ramos 9' Raúl 34' Robinho 56' van Nistelrooy 76' |

| Steaua Stadion, Bukarest Nézőszám: 20 000 Játékvezető: Roberto Rosetti (olasz) |

| 2006. október 17. 20:45 |

| Dinamo Kijiv | 0–3               | Olympique Lyonnais                    |
| ------------ | ----------------- | ------------------------------------- |
|              | (0–2) Jegyzőkönyv | Juninho 31' Källström 38' Malouda 51' |

| NSC Olimpiyskiy, Kijev Játékvezető: Domenico Messina (olasz) |

| 2006. november 1. 20:45 |

| Real Madrid          | 1–0               | Steaua București |
| -------------------- | ----------------- | ---------------- |
| Nicoliţă 70' (öngól) | (0–0) Jegyzőkönyv |                  |

| Santiago Bernabéu Stadium, Madrid Játékvezető: Konrad Plautz (osztrák) |

| 2006. november 1. 20:45 |

| Olympique Lyonnais | 1–0               | Dinamo Kijiv |
| ------------------ | ----------------- | ------------ |
| Benzema 14'        | (1–0) Jegyzőkönyv |              |

| Stade de Gerland, Lyon Nézőszám: 24 000 Játékvezető: Pieter Vink (holland) |

| 2006. november 21. 20:45 |

| Steaua București | 1–1               | Dinamo Kijiv |
| ---------------- | ----------------- | ------------ |
| Dică 69'         | (0–1) Jegyzőkönyv | Cernat 29'   |

| Steaua Stadion, Bukarest Játékvezető: Jaroslav Jára (cseh) |

| 2006. november 21. 20:45 |

| Real Madrid                   | 2–2               | Olympique Lyonnais    |
| ----------------------------- | ----------------- | --------------------- |
| Diarra 39' van Nistelrooy 83' | (1–2) Jegyzőkönyv | Carew 11' Malouda 31' |

| Santiago Bernabéu Stadium, Madrid Játékvezető: Terje Hauge (norvég) |

| 2006. december 6. 20:45 |

| Dinamo Kijiv      | 2–2               | Real Madrid                |
| ----------------- | ----------------- | -------------------------- |
| Shatskikh 13' 27' | (2–0) Jegyzőkönyv | Ronaldo 86' 88' (11-esből) |

| NSC Olimpiyskiy, Kijev Játékvezető: Mike Riley (angol) |

| 2006. december 6. 20:45 |

| Olympique Lyonnais | 1–1               | Steaua București |
| ------------------ | ----------------- | ---------------- |
| Diarra 12'         | (1–1) Jegyzőkönyv | Dică 2'          |

| Stade de Gerland, Lyon Játékvezető: Darko Ceferin (szlovén) |

### F csoport
| Hely. | Csapat            | M | Gy | D | V | G+ | G– | Gk | P  | Továbbjutás                                |  | MUN | CEL | BEN | CPH |
| ----- | ----------------- | - | -- | - | - | -- | -- | -- | -- | ------------------------------------------ |  | --- | --- | --- | --- |
| 1.    | Manchester United | 6 | 4  | 0 | 2 | 10 | 5  | +5 | 12 | Továbbjutott az egyenes kieséses szakaszba |  | —   | 3–2 | 3–1 | 3–0 |
| 2.    | Celtic            | 6 | 3  | 0 | 3 | 8  | 9  | −1 | 9  | Továbbjutott az egyenes kieséses szakaszba |  | 1–0 | —   | 3–0 | 1–0 |
| 3.    | Benfica           | 6 | 2  | 1 | 3 | 7  | 8  | −1 | 7  | Átkerült az UEFA-kupába                    |  | 0–1 | 3–0 | —   | 3–1 |
| 4.    | FC København      | 6 | 2  | 1 | 3 | 5  | 8  | −3 | 7  |                                            |  | 1–0 | 3–1 | 0–0 | —   |

| 2006. szeptember 13. 20:45 |

| Manchester United                    | 3–2               | Celtic                                  |
| ------------------------------------ | ----------------- | --------------------------------------- |
| Saha 30' (11-esből) 40' Solskjær 47' | (2–2) Jegyzőkönyv | Vennegoor of Hesselink 21' Nakamura 43' |

| Old Trafford, Manchester Nézőszám: 74 031 Játékvezető: Ľuboš Micheľ (szlovák) |

| 2006. szeptember 13. 20:45 |

| FC København | 0–0         | Benfica |
| ------------ | ----------- | ------- |
|              | Jegyzőkönyv |         |

| Parken Stadion, Koppenhága Nézőszám: 40 085 Játékvezető: Yuri Baskakov (orosz) |

| 2006. szeptember 26. 20:45 |

| Benfica | 0–1               | Manchester United |
| ------- | ----------------- | ----------------- |
|         | (0–0) Jegyzőkönyv | Saha 60'          |

| Estádio da Luz, Lisszabon Nézőszám: 61 000 Játékvezető: Frank De Bleeckere (belga) |

| 2006. szeptember 26. 20:45 |

| Celtic                | 1–0               | FC København |
| --------------------- | ----------------- | ------------ |
| Miller 30' (11-esből) | (1–0) Jegyzőkönyv |              |

| Celtic Park, Glasgow Nézőszám: 57 598 Játékvezető: Florian Meyer (német) |

| 2006. október 17. 20:45 |

| Celtic                     | 3–0               | Benfica |
| -------------------------- | ----------------- | ------- |
| Miller 56' 66' Pearson 90' | (0–0) Jegyzőkönyv |         |

| Celtic Park, Glasgow Nézőszám: 58 313 Játékvezető: Eric Braamhaar (holland) |

| 2006. október 17. 20:45 |

| Manchester United                     | 3–0               | FC København |
| ------------------------------------- | ----------------- | ------------ |
| Scholes 39' O'Shea 46' Richardson 83' | (1–0) Jegyzőkönyv |              |

| Old Trafford, Manchester Nézőszám: 72 020 Játékvezető: Jan Wegereef (holland) |

| 2006. november 1. 20:45 |

| Benfica                                         | 3–0               | Celtic |
| ----------------------------------------------- | ----------------- | ------ |
| Caldwell 10' (öngól) Nuno Gomes 22' Karyaka 76' | (2–0) Jegyzőkönyv |        |

| Estádio da Luz, Lisszabon Játékvezető: Kyros Vassaras (görög) |

| 2006. november 1. 20:45 |

| FC København | 1–0               | Manchester United |
| ------------ | ----------------- | ----------------- |
| Allbäck 73'  | (0–0) Jegyzőkönyv |                   |

| Parken Stadion, Koppenhága Nézőszám: 40 308 Játékvezető: Wolfgang Stark (német) |

| 2006. november 21. 20:45 |

| Celtic       | 1–0               | Manchester United |
| ------------ | ----------------- | ----------------- |
| Nakamura 81' | (0–0) Jegyzőkönyv |                   |

| Celtic Park, Glasgow Nézőszám: 60 632 Játékvezető: Manuel Mejuto González (spanyol) |

| 2006. november 21. 20:45 |

| Benfica                 | 3–1               | FC København |
| ----------------------- | ----------------- | ------------ |
| Léo 14' Miccoli 16' 37' | (3–0) Jegyzőkönyv | Allbäck 89'  |

| Estádio da Luz, Lisszabon Nézőszám: 37 199 Játékvezető: Roberto Rosetti (olasz) |

| 2006. december 6. 20:45 |

| Manchester United              | 3–1               | Benfica    |
| ------------------------------ | ----------------- | ---------- |
| Vidić 45+1' Giggs 61' Saha 75' | (1–1) Jegyzőkönyv | Nélson 27' |

| Old Trafford, Manchester Nézőszám: 74 955 Játékvezető: Herbert Fandel (német) |

| 2006. december 6. 20:45 |

| FC København                           | 3–1               | Celtic      |
| -------------------------------------- | ----------------- | ----------- |
| Hutchinson 2' Grønkjær 27' Allbäck 57' | (2–0) Jegyzőkönyv | Jarošík 75' |

| Parken Stadion, Koppenhága Nézőszám: 38 647 Játékvezető: Bertrand Layec (francia) |

### G csoport
| Hely. | Csapat        | M | Gy | D | V | G+ | G– | Gk | P  | Továbbjutás                                |  | ARS | POR | CSKA | HAM |
| ----- | ------------- | - | -- | - | - | -- | -- | -- | -- | ------------------------------------------ |  | --- | --- | ---- | --- |
| 1.    | Arsenal       | 6 | 3  | 2 | 1 | 7  | 3  | +4 | 11 | Továbbjutott az egyenes kieséses szakaszba |  | —   | 2–0 | 0–0  | 3–1 |
| 2.    | FC Porto      | 6 | 3  | 2 | 1 | 9  | 4  | +5 | 11 | Továbbjutott az egyenes kieséses szakaszba |  | 0–0 | —   | 0–0  | 4–1 |
| 3.    | CSZKA Moszkva | 6 | 2  | 2 | 2 | 4  | 5  | −1 | 8  | Átkerült az UEFA-kupába                    |  | 1–0 | 0–2 | —    | 1–0 |
| 4.    | Hamburger SV  | 6 | 1  | 0 | 5 | 7  | 15 | −8 | 3  |                                            |  | 1–2 | 1–3 | 3–2  | —   |

| 2006. szeptember 13. 20:45 |

| FC Porto | 0–0         | CSZKA Moszkva |
| -------- | ----------- | ------------- |
|          | Jegyzőkönyv |               |

| Estádio do Dragão, Porto Játékvezető: Tom Henning Øvrebø (norvég) |

| 2006. szeptember 13. 20:45 |

| Hamburger SV | 1–2               | Arsenal                             |
| ------------ | ----------------- | ----------------------------------- |
| Sanogo 90'   | (0–1) Jegyzőkönyv | Gilberto 12' (11-esből) Rosický 53' |

| Volksparkstadion, Hamburg Játékvezető: Peter Fröjdfeldt (svéd) |

| 2006. szeptember 26. 18:30 |

| CSZKA Moszkva | 1–0               | Hamburger SV |
| ------------- | ----------------- | ------------ |
| Dudu 59'      | (0–0) Jegyzőkönyv |              |

| Lokomotiv Stadion, Moszkva Játékvezető: Jan Wegereef (holland) |

| 2006. szeptember 26. 20:45 |

| Arsenal            | 2–0               | FC Porto |
| ------------------ | ----------------- | -------- |
| Henry 38' Hleb 48' | (1–0) Jegyzőkönyv |          |

| Emirates Stadium, London Játékvezető: Stefano Farina (olasz) |

| 2006. október 17. 18:30 |

| CSZKA Moszkva | 1–0               | Arsenal |
| ------------- | ----------------- | ------- |
| Carvalho 24'  | (1–0) Jegyzőkönyv |         |

| Lokomotiv Stadion, Moszkva Nézőszám: 36 500 Játékvezető: Manuel Mejuto González (spanyol) |

| 2006. október 17. 20:45 |

| FC Porto                                                | 4–1               | Hamburger SV   |
| ------------------------------------------------------- | ----------------- | -------------- |
| Lisandro López 14' 81' Lucho 48' (11-esből) Postiga 69' | (1–0) Jegyzőkönyv | Trochowski 89' |

| Estádio do Dragão, Porto Nézőszám: 37 500 Játékvezető: Alain Hamer (luxemburgi) |

| 2006. november 1. 20:45 |

| Arsenal | 0–0         | CSZKA Moszkva |
| ------- | ----------- | ------------- |
|         | Jegyzőkönyv |               |

| Emirates Stadium, London Játékvezető: Ľuboš Micheľ (szlovák) |

| 2006. november 1. 20:45 |

| Hamburger SV      | 1–3               | FC Porto                                |
| ----------------- | ----------------- | --------------------------------------- |
| van der Vaart 62' | (0–1) Jegyzőkönyv | Lucho 44' Lisandro López 61' Moraes 87' |

| Volksparkstadion, Hamburg Játékvezető: Laurent Duhamel (francia) |

| 2006. november 21. 18:30 |

| CSZKA Moszkva | 0–2               | FC Porto              |
| ------------- | ----------------- | --------------------- |
|               | (0–1) Jegyzőkönyv | Quaresma 2' Lucho 61' |

| Lokomotiv Stadion, Moszkva Játékvezető: Kyros Vassaras (görög) |

| 2006. november 21. 20:45 |

| Arsenal                               | 3–1               | Hamburger SV     |
| ------------------------------------- | ----------------- | ---------------- |
| van Persie 52' Eboué 83' Baptista 88' | (0–1) Jegyzőkönyv | van der Vaart 4' |

| Emirates Stadium, London Játékvezető: Claus Bo Larsen (dán) |

| 2006. december 6. 20:45 |

| FC Porto | 0–0         | Arsenal |
| -------- | ----------- | ------- |
|          | Jegyzőkönyv |         |

| Estádio do Dragão, Porto Játékvezető: Markus Merk (német) |

| 2006. december 6. 20:45 |

| Hamburger SV                             | 3–2               | CSZKA Moszkva                   |
| ---------------------------------------- | ----------------- | ------------------------------- |
| Berisha 28' van der Vaart 84' Sanogo 90' | (1–1) Jegyzőkönyv | Olić 23' (11-esből) Zhirkov 65' |

| Volksparkstadion, Hamburg Játékvezető: Stefano Farina (olasz) |

### H csoport
| Hely. | Csapat     | M | Gy | D | V | G+ | G– | Gk | P  | Továbbjutás                                |  | MIL | LIL | AÉK | AND |
| ----- | ---------- | - | -- | - | - | -- | -- | -- | -- | ------------------------------------------ |  | --- | --- | --- | --- |
| 1.    | AC Milan   | 6 | 3  | 1 | 2 | 8  | 4  | +4 | 10 | Továbbjutott az egyenes kieséses szakaszba |  | —   | 0–2 | 3–0 | 4–1 |
| 2.    | Lille OSC  | 6 | 2  | 3 | 1 | 8  | 5  | +3 | 9  | Továbbjutott az egyenes kieséses szakaszba |  | 0–0 | —   | 3–1 | 2–2 |
| 3.    | AÉK        | 6 | 2  | 2 | 2 | 6  | 9  | −3 | 8  | Átkerült az UEFA-kupába                    |  | 1–0 | 1–0 | —   | 1–1 |
| 4.    | Anderlecht | 6 | 0  | 4 | 2 | 7  | 11 | −4 | 4  |                                            |  | 0–1 | 1–1 | 2–2 | —   |

| 2006. szeptember 13. 20:45 |

| Anderlecht | 1–1               | Lille OSC     |
| ---------- | ----------------- | ------------- |
| Pareja 41' | (1–0) Jegyzőkönyv | Fauvergue 80' |

| Constant Vanden Stock, Anderlecht Játékvezető: Stuart Dougal (skót) |

| 2006. szeptember 13. 20:45 |

| AC Milan                                     | 3–0               | AÉK |
| -------------------------------------------- | ----------------- | --- |
| Inzaghi 17' Gourcuff 41' Kaká 77' (11-esből) | (2–0) Jegyzőkönyv |     |

| San Siro, Milánó Játékvezető: Mike Riley (angol) |

| 2006. szeptember 26. 20:45 |

| AÉK             | 1–1               | Anderlecht |
| --------------- | ----------------- | ---------- |
| Júlio César 28' | (1–1) Jegyzőkönyv | Frutos 25' |

| Olimpiai Stadion, Athén Nézőszám: 38 982 Játékvezető: Claus Bo Larsen (dán) |

| 2006. szeptember 26. 20:45 |

| Lille OSC | 0–0         | AC Milan |
| --------- | ----------- | -------- |
|           | Jegyzőkönyv |          |

| Stade Félix Bollaert, Lens Játékvezető: Manuel Mejuto González (spanyol) |

| 2006. október 17. 20:45 |

| Lille OSC                         | 3–1               | AÉK      |
| --------------------------------- | ----------------- | -------- |
| Robail 64' Gygax 82' Makoun 90+1' | (0–0) Jegyzőkönyv | Ivić 68' |

| Stade Félix Bollaert, Lens Játékvezető: Florian Meyer (német) |

| 2006. október 17. 20:45 |

| Anderlecht | 0–1               | AC Milan |
| ---------- | ----------------- | -------- |
|            | (0–0) Jegyzőkönyv | Kaká 58' |

| Constant Vanden Stock, Anderlecht Nézőszám: 20 129 Játékvezető: Luis Medina Cantalejo (spanyol) |

| 2006. november 1. 20:45 |

| AÉK              | 1–0               | Lille OSC |
| ---------------- | ----------------- | --------- |
| Lyberopoulos 74' | (0–0) Jegyzőkönyv |           |

| Olimpiai Stadion, Athén Játékvezető: Steve Bennett (angol) |

| 2006. november 1. 20:45 |

| AC Milan                                 | 4–1               | Anderlecht |
| ---------------------------------------- | ----------------- | ---------- |
| Kaká 7' (11-esből) 22' 56' Gilardino 88' | (2–0) Jegyzőkönyv | Juhász 61' |

| San Siro, Milánó Játékvezető: Herbert Fandel (német) |

| 2006. november 21. 20:45 |

| Lille OSC                    | 2–2               | Anderlecht     |
| ---------------------------- | ----------------- | -------------- |
| Odemwingie 28' Fauvergue 47' | (1–1) Jegyzőkönyv | Mpenza 38' 48' |

| Stade Félix Bollaert, Lens Játékvezető: Tom Henning Øvrebø (norvég) |

| 2006. november 21. 20:45 |

| AÉK             | 1–0               | AC Milan |
| --------------- | ----------------- | -------- |
| Júlio César 32' | (1–0) Jegyzőkönyv |          |

| Olimpiai Stadion, Athén Nézőszám: 56 203 Játékvezető: Eric Braamhaar (holland) |

| 2006. december 6. 20:45 |

| Anderlecht                  | 2–2               | AÉK                   |
| --------------------------- | ----------------- | --------------------- |
| Vanden Borre 38' Frutos 63' | (1–0) Jegyzőkönyv | Lakis 75' Cirillo 81' |

| Constant Vanden Stock, Anderlecht Játékvezető: Peter Fröjdfeldt (svéd) |

| 2006. december 6. 20:45 |

| AC Milan | 0–2               | Lille OSC               |
| -------- | ----------------- | ----------------------- |
|          | (0–1) Jegyzőkönyv | Odemwingie 7' Keïta 67' |

| San Siro, Milánó Játékvezető: Graham Poll (angol) |